# Polymera leucopeza
Polymera leucopeza är en tvåvingeart som beskrevs av Alexander 1940. Polymera leucopeza ingår i släktet Polymera och familjen småharkrankar. Inga underarter finns listade i Catalogue of Life.